# Fortress (película)
Fortress (titulado Fortaleza infernal en España y La fortaleza en Hispanoamérica) es una película de ciencia ficción australoestadounidense de 1992 dirigida por Stuart Gordon y protagonizada por Christopher Lambert y Loryn Locklin.
En 1999 se produjo una secuela interpretada por los mismos actores, pero dirigida en esa ocasión por Geoff Murphy.

## Argumento
En un futurista y distópico año 2017, John Henry Brennick (Christopher Lambert), un oficial del ejército retirado intenta cruzar la frontera con Canadá junto a su mujer: Karen (Loryn Locklin), embarazada de su segundo hijo debido a las estrictas políticas sobre el "hijo único". Sin embargo son detenidos por ocultar el embarazo a pesar de que la pareja justifica su decisión, puesto que su hijo primerizo falleció en el parto.
Finalmente, Brennick es condenado a 31 años de cárcel en una prisión de máxima seguridad dirigida por la corporación MenTel Production y de la que es prácticamente imposible escapar. Para mantener la férrea disciplina, a cada interno le insertan vía oral un chip llamado "intestinador" que puede producir desde dolores extremos hasta la muerte dependiendo de la infracción cometida. El centro es codirigido por Poe (Kurtwood Smith), quien con la ayuda de su monitor Zed-10 observa el día a día de los reclusos, entre los que se encuentra también la mujer de Brennick, detenida poco después que su marido.
Cuando descubre que su mujer está en otro nivel y su hijo ha sido entregado a la corporación, este, junto a sus compañeros de celda tratan de fugarse y salvar a Karen y su hijo tras conseguir quitarse los "intestinadores".

## Reparto
- Christopher Lambert es John Henry Brennick.
- Loryn Locklin es Karen B. Brennick
- Annika Thomas  es Brennick (hijo).
- Kurtwood Smith es el director Poe.
- Carolyn Purdy-Gordon es Zed-10 (voz).
- Lincoln Kilpatrick es Abraham.
- Jeffrey Combs es D-Day.
- Tom Towles es Stiggs.
- Vernon Wells es Maddox.
- Clifton Collins, Jr. es Nino Gómez.

## Producción
El rodaje tuvo lugar en el parque temático de la Warner Brothers Movie World en Queensland, Australia.

## Recepción
La producción obtuvo críticas dispares por parte de los medios. Stephen Holden del The New York Times declaró: "al igual que las demás películas futuristas, Fortress está bien planteada en cuanto al argumento, a pesar de la escasa imaginación de la trama. No obstante, se podría decir que "moldea" de manera tétrica RoboCop, The Handmaid's Tale y Un mundo feliz".
Nathan Shumate de Cold Fusion Video comentó en su crítica: "es una película entretenida e interesante con varios giros inesperados. La belleza de este film no queda solamente en la ambigüedad que define el género de la ciencia ficción, sino que Gordon buscó hacer algo divertido- Los personajes fueron variopintos y los actores trabajaron como los "all-stars" del cine B debido a las inconsistencias de la tecnología futurista de la prisión".
James Berardinelli de ReelViews señaló: "Fortress tiene un estilo visual impresionante y un set de rodaje excelente además de unas escenas de acción elaboradas". Por otro lado fue más crítico con el argumento, al que calificó de "pobre". "En vez de entrar en una atmósfera enrarecida al igual que en otras producciones como las películas de Alien y Terminator, el guion era mediocre".

### Taquilla
El film recaudó 2.855.154 de dólares en la taquilla de los cines australianos. En cuanto al mercado internacional, recaudaron 40 millones de dólares siendo la película de bajo presupuesto (con 12 millones) más rentable.